# Кристина Курчаб-Редліх
Кристина Курчаб-Редліх (пол. Krystyna Kurczab-Redlich ) — польська журналістка та юристка. Авторка багатьох статей про сучасні реалії Росії, фільму про Чечню. З 1990 по 2000 р. мешкала у Росії.
2005 року Гельсінська фундація та чеченська організація «Эхо войны» висунули її кандидатуру на Нобелівську премію миру.

## Книги
1. Пандрьошка — 2000.
2. Головою в мур Кремля — К: Темпора, 2010 р.
3. Wowa, Wołodia, Władimir. Tajemnice Rosji Putina, 2016. (укр. Вова, Володя, Владімір. Таємниці Росії Путіна)